# Chrysonotomyia phenacapsia
Chrysonotomyia phenacapsia är en stekelart som först beskrevs av Yoshimoto 1972.  Chrysonotomyia phenacapsia ingår i släktet Chrysonotomyia och familjen finglanssteklar. Inga underarter finns listade i Catalogue of Life.